# Mars 2007

## Actualités du mois

### Jeudi1ermars
- Europe : Début de vives réactions en France et en Allemagne, à la suite de l'annonce, par Louis Gallois, du plan de restructuration Power 8 d'Airbus.
- France :
  - Mort de la comédienne Colette Brosset (85 ans).
  - Dans le cadre de la promotion de son livre L'Expérience du pouvoir, l'ancien Premier ministre, Raymond Barre, fait scandale en défendant la mémoire de son ancien ministre du budget, Maurice Papon et en affirmant au sujet de la campagne dont il fit l'objet après l'attentat contre la synagogue de la rue Copernic : «  (...) je considère que le lobby juif (...) est capable de monter des opérations qui sont indignes. »

### Vendredi2 mars
- Allemagne : à la suite du plan de restructuration Power 8 d'Airbus, début de grève dans quatre usines allemandes.
- France :
  - Retour de Michel Polnareff. Son premier concert-évènement à Paris-Bercy.
  - La candidate Ségolène Royal rencontre les représentants de l'inter-syndicale d'Airbus.
- Italie : La Chambre des députés vote la confiance au nouveau gouvernement de Romano Prodi.
- Russie : Mort à Moscou du journaliste d'opposition russe Ivan Safronov.
- Tchétchénie : Le Parlement élit Ramzan Kadyrov comme nouveau Président de la République. Il est le fils de l'ancien Président pro-russe Akhmad Kadyrov, tué dans une attentat en mai 2004.

### Samedi3 mars
- Pologne : Le pape Benoît XVI nomme le nouvel archevêque de Varsovie, Kazimierz Nycz, en remplacement de Stanislaw Wielgus, contraint le 7 janvier à démissionner, le jour même de son intronisation, après la révélation de sa collaboration avec l'ancienne police de la dictature communiste.

### Dimanche4 mars
- Côte d'Ivoire : Le Président Laurent Gbagbo et le chef des rebelles Guillaume Soro signent à Ouagadougou (Burkina Faso), un accord censé conduire à une réunification progressive du pays, coupé de fait en deux depuis septembre 2002.
- France, littérature : Mort du romancier et biographe français Henri Troyat (95 ans). Il est le doyen de l'académie française, élu en 1959 et le doyen des Prix Goncourt, obtenu en 1938 avec son roman L'Araignée.

### Lundi5 mars
- Afghanistan : Les Talibans enlèvent Daniele Mastrogiacomo, envoyée spéciale du quotidien italien La Repubblica et son chauffeur Sayed Agha.
- France :
  - Création par décret ministériel du Parc national de la Réunion, ce qui en fait le 9e parc national français.
  - Les candidats Nicolas Sarkozy et François Bayrou rencontrent à Toulouse les représentants de l'inter-syndicale d'Airbus. Nicolas Sarkozy estime que « le rôle de l'État est essentiel » en contradiction apparente avec sa déclaration du 28 février.
- Palestine-Israël : Offensive diplomatique israélienne dans le but de faire capoter l'accord de La Mecque du 8 février sur la constitution d'un gouvernement d'union nationale palestinien. À Washington, Yoram Turbowicz, chef du bureau du Premier ministre et Shalom Turjeman, conseiller politique, rencontrent à ce sujet Steve Hadley, conseiller à la Sécurité nationale du Président George W. Bush. À Bruxelles, la ministre israélienne des Affaires étrangères, Tzipi Livni intervient dans un but similaire, auprès de l'Union européenne.
- Russie : Le Conseil de sécurité du pays, annonce la nouvelle doctrine militaire destinée à faire face aux perspectives de renforcement de l'OTAN autour du territoire national.

### Mardi6 mars
- Abou Dhabi : Signature d'un accord avec le musée du Louvre pour l'ouverture, dans le cadre de l'aménagement culturel de l'île de Saadiyat en complexe touristique, d'une antenne-succursale. Cet accord prévoit le prêt sur dix ans de quelque 300 œuvres provenant du Louvre, mais aussi d'autres musées nationaux français, moyennant le versement d'un milliard d'euros payables sur 30 ans. Cet accord s'inscrit dans la ligne de celui signé avec Atlanta en 2004.
- Afghanistan : Début de l'offensive de printemps de l'OTAN, dans le nord de la province d'Helmand.
- France :
  - Les salariés de la société Airbus manifestent contre le plan Power 8.
  - Mort du sociologue Jean Baudrillard (77 ans).
- États-Unis : Dans le cadre de l'affaire Valerie Plame, l'ancien conseiller du vice-président Richard Cheney, Lewis « Scooter » Libby, est reconnu coupable d'obstruction à la justice, de faux témoignage aux agents du FBI et de parjure.
- Somalie : Les premiers soldats de la force de l'Union africaine, l'Amisom, débarquent sous les tirs d'obus des Tribunaux islamiques pourtant chassés du pouvoir en janvier.

### Mercredi7 mars
- France : Le député UMP, Patrick Ollier, est élu Président de l'Assemblée nationale.
- Ulster : Les élections provinciales sont remportées par le Parti démocrate unioniste protestant, de Ian Paisley et le Sinn Féin, républicain catholique de Gerry Adams.

### Jeudi8 mars
- Journée internationale des femmes
- Amérique latine :
  - Le Président des États-Unis, George W. Bush effectue jusqu'au 13 mars, une tournée de visites officielles anti-Chavez, au Brésil, en Uruguay, en Colombie, au Guatemala et au Mexique.
  - Le Président du Venezuela, Hugo Chávez effectue en parallèle, une tournée de visites officielles anti-Bush, en Argentine, au Nicaragua, en Haïti et à la Jamaïque.

### Vendredi9 mars
- Indonésie : Un boeing 737 indonésien s'écrase en atterrissant en causant la mort de 21 personnes ; d'autres survivants réussissent à s'échapper de la carlingue en feu.

### Samedi10 mars
- Espagne : à Madrid, à l'appel du Parti populaire espagnol (droite libérale), plusieurs centaines de milliers de personnes manifestent contre la mise en liberté surveillée d'Inaki de Juana Chaos, membre de l'ETA et responsable de onze attentats ayant tué 25 personnes.
- Irak :
  - À Bagdad, Conférence internationale de « soutien au processus politique ». Y participent, des représentants du gouvernement irakien, des États-Unis, de l'Iran et de la Syrie.
  - Des tirs d'obus ont lieu à proximité du camp retranché où a lieu la conférence internationale et un attentat-suicide cause la mort de 26 personnes.

### Dimanche11 mars
- Afghanistan : Les Talibans menacent de tuer Daniele Mastrogiacomo, l'envoyé spéciale du quotidien italien La Repubblica qu'ils ont enlevée le 5 mars dernier, si l'Italie ne fixe pas une date au retrait de ses troupes.
- France : Le Président Jacques Chirac annonce à la télévision qu'il ne briguera pas un troisième mandat.
- Irak : Un nouvel attentat-suicide cause la mort de 59 personnes.
- Mauritanie : Lors de l'élection présidentielle, Sidi Ould Cheikh Abdallahi obtient 24,79 % des voix et Ahmed Ould Daddah, l'opposant au président renversé Maaouiya Ould Taya, obtient 20,68 % des voix.

### Lundi12 mars
- Maroc : Attentat-suicide dans un cybercafé de Casablanca.

### Mardi13 mars
- Vatican-Russie : Le président russe Vladimir Poutine est reçu en tête à tête par le pape Benoît XVI.

### Mercredi14 mars
- France : Mort de Lucie Aubrac (94 ans), militante communiste et ancienne résistante. Elle s'est illustrée avec son mari, Raymond Aubrac, lors de l'occupation allemande, au sein du réseau Libération d'Emmanuel d'Astier de la Vigerie, cependant leur rôle dans l'arrestation de Jean Moulin fut l'objet de soupçons et de controverses. Des honneurs militaires lui fut rendu le 21 mars aux Invalides.

### Jeudi15 mars
- Journée internationale contre la brutalité policière.
- Afghanistan : Les Talibans annoncent la mise à mort pour « espionnage » de Sayed Agha, le chauffeur de la journaliste italienne, tous deux enlevés le 5 mars dernier.
- France : Inauguration officielle de la LGV Est européenne entre Vaires-sur-Marne et Baudrecourt.
- Kosovo : Le médiateur Martti Ahtisaari remet son nouveau rapport au secrétaire général de l'ONU, Ban Ki-moon dans lequel il recommande pour la province serbe, « l'indépendance sous supervision internationale », ce qui engendre les protestations du gouvernement serbe et de la Russie.
- Palestine : Un gouvernement d'union nationale palestinien est constitué. Le Premier ministre sortant, Ismaïl Haniyeh est reconduit dans ses fonctions et son gouvernement compte huit ministres issus du Hamas, six issus du Fatah, trois d'autres formations et cinq indépendants.
- Pologne : La nouvelle loi sur la décommunisation du pays, dite « loi de lustration », entre en vigueur.
- Sidwell Fillon nait a 14h04 dans l'hôpital de Lorient en Bretagne, elle frôle la mort plus de deux fois.

### Vendredi16 mars
- Espace :
  - La NASA rend publique ses découvertes de glace sur Mars
  - Lancement de la navette spatiale Atlantis vers l'ISS (mission STS-117)
- Sortie française de la PlayStation 3

### Samedi17 mars
- Palestine : Le nouveau gouvernement d'Union nationale est investi par le Conseil législatif palestinien.

### Dimanche18 mars
- Brésil : Arrestation à Rio de Janeiro de l'ancien terroriste d'extrême-gauche Cesare Battisti, grâce à des informations fournies par la police française. En fuite au Brésil et d'origine italienne, il a été condamné en Italie à la détention criminelle à perpétuité pour quatre « homicides aggravés », commis en 1978 et 1979.

### Lundi19 mars
- Afghanistan : Daniele Mastrogiacomo, l'envoyée spéciale du quotidien italien La Repubblica est libérée par les Talibans en échange de la libération de cinq talibans.
- Italie : à la suite de l'arrestation au Brésil de l'ancien terroriste d'extrême-gauche Cesare Battisti, le parquet de Milan demande son extradition.

### Mardi20 mars
- Journée internationale de la francophonie.
- Irak : L'ancien vice-président Taha Yassine Ramadan est pendu à Bagdad.
- Haïti : début des émissions en continu de Télé la Brise

### Mercredi21 mars
- Journée internationale pour l'élimination de la discrimination raciale.
- Journée mondiale de la trisomie 21.
- France : Fusion de Canal Sat et TPS pour créer le nouveau CANALSAT.
- Somalie : Les Tribunaux islamiques reprennent le contrôle de Mogadiscio, plongée en plein chaos.

### Jeudi22 mars
- Journée mondiale de l'eau.
- France :
  - Le PDG de la société pétrolière Total, Christophe de Margerie, est mis en examen du fait de versement de commissions occultes à des personnalités iraniennes afin d'obtenir le contrat gazier signé en 1997.
  - Dans l'affaire des caricatures de Mahomet, l'hebdomadaire Charlie hebdo est relaxé.
- Sport : Le français Brian Joubert est sacré champion du monde en patinage artistique.
- Irak : Le secrétaire général de l'ONU est en visite officielle à Bagdad, alors qu'un obus de mortier explose très près du siège des services du Premier ministre irakien, Nouri al-Maliki, au moment même où il est en train d'expliquer que cette visite est « un message destiné au monde, qui confirme que Bagdad (...) a fait d'importants progrès sur la voie de la stabilité. »

### Vendredi23 mars
- États-Unis : La Chambre des représentants vote le projet de financement de 100 milliards de dollars pour les interventions américaines en Irak et en Afghanistan. Cependant, il l'assortit de l'exigence, votée par 218 voix contre 212, de rapatrier les troupes d'Irak avant le 1er septembre 2008. Le président George W. Bush annonce qu'il opposera son véto à tout retrait.
- Irak : Un double attentat-suicide blesse grièvement le vice-Premier ministre Salam al-Zobaïe et cause la mort de neuf personnes dont le frère du ministre.
- Iran : Lors d'une mission de routine au large des côtes iraniennes, au débouché du Chatt al-Arab, alors qu'ils contrôlaient un bateau marchand japonais soupçonnés de faire entrer en contrebande des voitures d'occasion en Iran, quinze marins britanniques sont arrêtés par des pasdorans et emmenés en Iran.

### Samedi24 mars
- Journée mondiale de la tuberculose
- Nations unies : Le Conseil de sécurité vote à l'unanimité la résolution 1747 contre l'Iran.
- Union européenne :
  - Célébration du 50e anniversaire du traité de Rome, jusqu'au 25 mars, à Bruxelles, Berlin et Rome.
  - À Berlin, les chefs d'État et de gouvernement des vingt-sept pays se réunissent pour un sommet solennel et adoptent une déclaration appelant à asseoir l'Union européenne « sur des bases communes rénovées ».

### Dimanche25 mars
- Allemagne : Libération de Brigitte Mohnhaupt, figure historique de Fraction armée rouge, après 24 ans de prison.
- Sport, natation : La française Laure Manaudou devient championne du monde de 400 mètres nage libre en Australie.
- Mauritanie : Deuxième tour de l'élection présidentielle, Sidi Ould Cheikh Abdallahi est élu avec 53 % des voix.

### Lundi26 mars
- Québec : élections générales.
- Ulster : Le Parti unioniste démocrate protestant, de Ian Paisley et le Sinn Féin, républicain catholique de Gerry Adams signent un accord de gouvernement.

### Mardi27 mars
- Journée mondiale du théâtre.
- États-Unis : Après la Chambre des représentants, le Sénat vote le projet de financement de 100 milliards de dollars pour les interventions américaines en Irak et en Afghanistan, avec une exigence de rapatriement pour le 31 mars 2008.
- France :
  - Démissions du gouvernement pour cause de campagne électorale : Nicolas Sarkozy cède sa place à François Baroin au ministère de l'Intérieur, ce dernier étant remplacé par Hervé Mariton à celui de l'Outre-Mer. De son côté, Philippe Bas succède à Xavier Bertrand au ministère de la Santé.
  - À Paris, à la suite d'une interpellation par des agents de la RATP d'un voyageur en fraude, de graves émeutes urbaines se développent à la gare du Nord.
- Golfe persique : Des navires de Pasdarans iraniens (gardiens de la révolution) capturent 15 marins britanniques. Selon les Iraniens, les marins britanniques « sont illégalement entrés dans les eaux territoriales iraniennes » alors que selon les britanniques ils ont été capturés « patrouillant dans les eaux territoriales irakiennes ».
- Russie : Le président chinois Hu Jintao effectue une visite officielle jusqu'au 29 mars en Russie en vue de renforcer la coopération économique entre les deux pays.

### Mercredi28 mars
- Iran : à la suite de l'affaire des marins capturés, le gouvernement britannique gèle ses relations avec l'Iran.
- Ligue arabe : Sommet de la Ligue arabe à Riyad, jusqu'au 29 mars, en présence du Président de l'Autorité palestinienne, Mahmoud Abbas et du Premier ministre Ismaïl Haniyeh. Le projet de solution proposé par la Jordanie en 2002 est ressorti mais sans plus de résultat.

### Jeudi29 mars
- Somalie : à Mogadiscio, les troupes éthiopiennes reprennent une contre-offensive générale contre les troupes des Tribunaux islamiques.

### Vendredi30 mars
- France : à la suite des émeutes de la gare du Nord, un émeutier est condamné en comparution immédiate à dix-huit mois de prison dont six fermes.

### Samedi31 mars
- Ukraine : Début de deux jours de tension entre des manifestants partisans du président pro-occidental, Viktor Iouchtchenko et des manifestants partisans du Premier ministre pro-russe, Viktor Ianoukovytch. Le président désire dissoudre le Parlement alors que le premier ministre est hostile à cette dissolution.

## Thématique

### Décès
Article détaillé Décès en mars 2007

### Musique
- Sortie du troisième album de Joss Stone : Introducing Joss Stone
- Sortie du nouvel album de Common : Finding Forever
- Sortie du premier album des BB Brunes : Blonde Comme Moi